# 伊冯娜·吕埃格
伊冯娜·吕埃格（德語：Yvonne Rüegg，1938年8月2日—），瑞士女子高山滑雪运动员。她曾代表瑞士参加1960年冬季奥林匹克运动会高山滑雪比赛，获得女子大回转金牌。